# Nationaltheater (Prag)

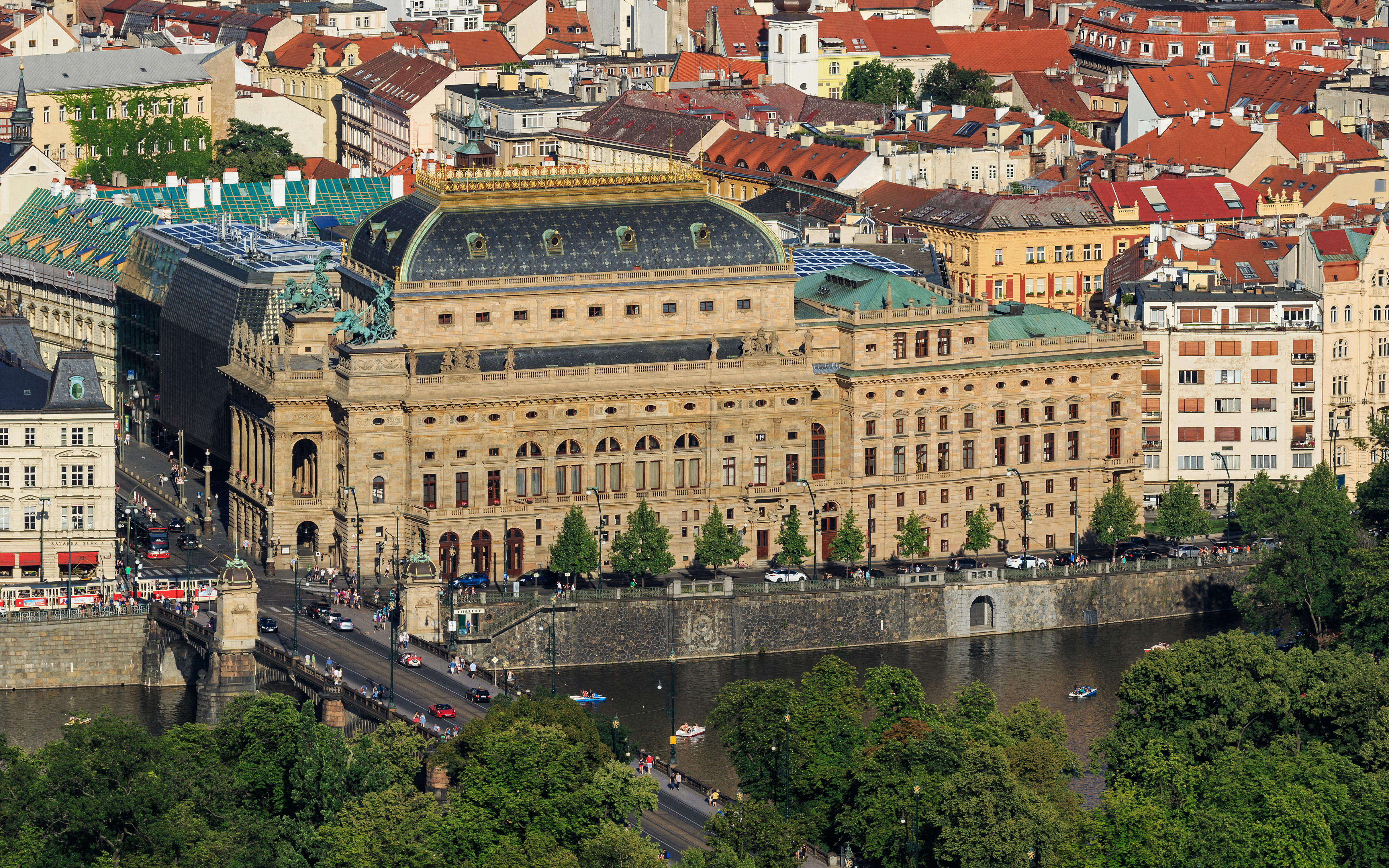
Das Prager Nationaltheater am Moldauufer

Das Nationaltheater (tschechisch Národní divadlo) ist das bedeutendste Theater in der tschechischen Hauptstadt Prag. Das an der Moldau liegende, 1881 eröffnete Gebäude in der Neustadt wurde mit Hilfe von Spenden vor allem aus den böhmischen Ländern im Stil der Neorenaissance errichtet und gilt als ein nationales Symbol.

## Geschichte

### Errichtung
Die Idee, in Prag ein tschechisches Nationaltheater zu errichten, entstand bereits 1844, woraufhin František Palacký am 29. Januar 1845 im Böhmischen Landtag einen entsprechenden Antrag vorlegte, der positiv beschieden wurde. Der erste öffentliche Spendenaufruf des Vereins für die Errichtung eines Tschechischen Nationaltheaters in Prag erging sechs Jahre später, im April 1851. Zum Bau des Theaters wurden bis 1884 insgesamt 3,2 Millionen Gulden (umgerechnet 80–90 Millionen Euro) aus Spenden und Lotterien eingenommen. 
Zunächst wurde ein provisorisches Theater gebaut, das 1862 eröffnete Interimstheater (Prozatímní divadlo), bevor Mitglieder des Vereins um Karel Sladkovský, Miroslav Tyrš, Jan Neruda und Vítězslav Hálek 1865 den Architekten Josef Zítek aufforderten, einen Entwurf einzureichen, der die danach erfolgte Ausschreibung gewann.

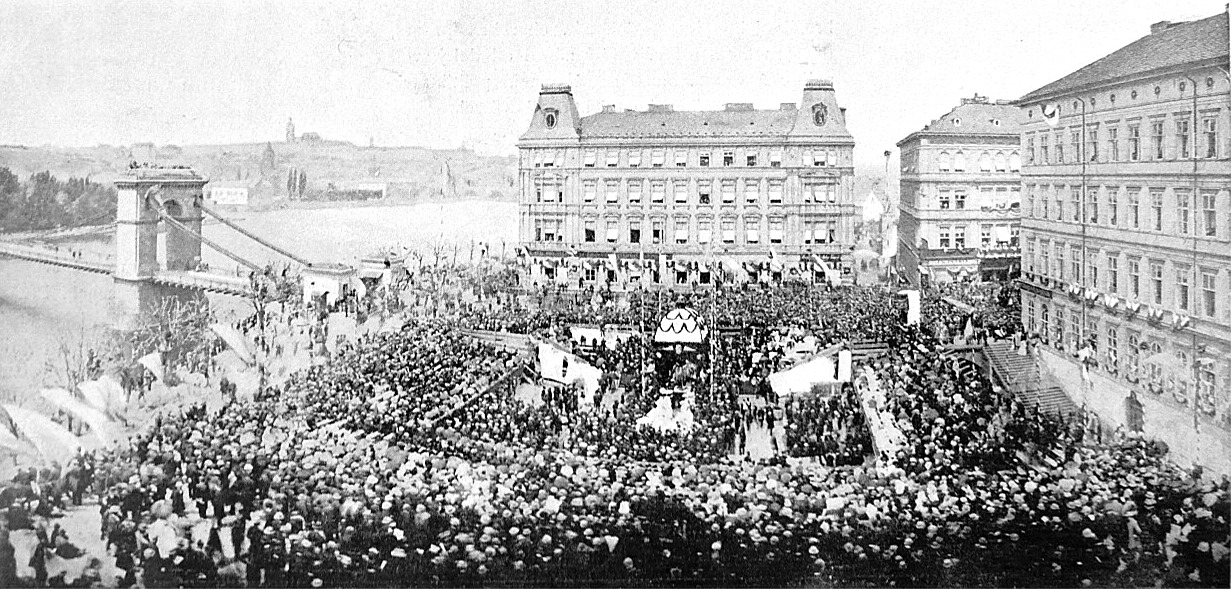
Grundsteinlegung am 16. Mai 1868

Die Ausstellung zum Baubeginn wurde von Kaiser Franz Joseph I. besucht, der bei dieser Gelegenheit einen persönlichen Beitrag von 5.000 Gulden spendete. (Nach dem Brand 1881 spendete er weitere 13.000 Gulden.) Mitglieder des Kaiserhauses spendeten 26.000 Gulden, weitere Geldgeber waren der russische Zar und der tschechische Adel: die Familien Chotek, Kolovrat, Schwarzenberg, Kinsky, Czernin, Nostitz, Harrach und andere. Das aufstrebende Bürgertum leistete ebenfalls einen erheblichen Beitrag.

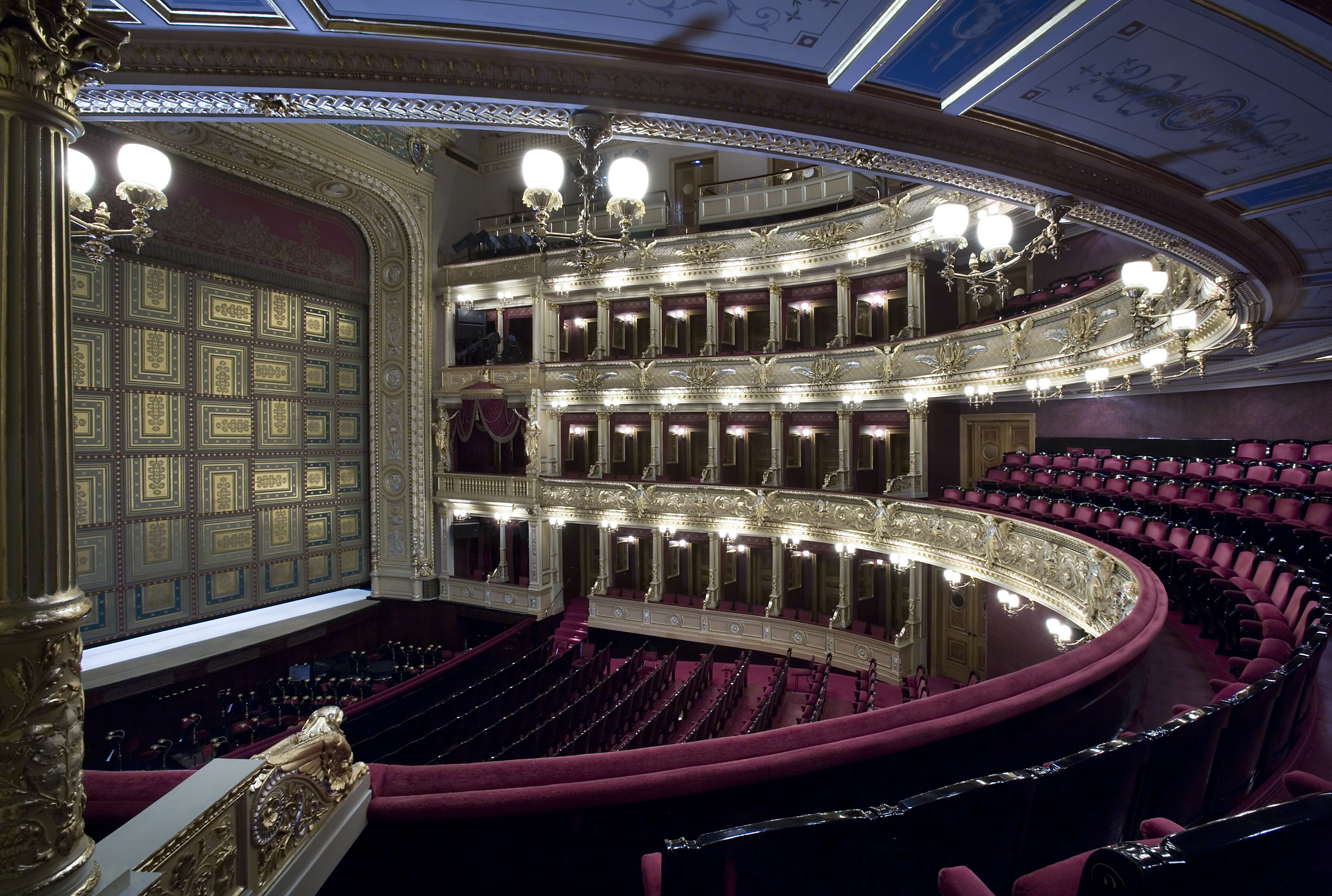
Innenraum des Nationaltheaters

Der erste Grundstein kam vom mährischen Radhošť am 5. Mai 1868 nach Prag. Weitere Steine von böhmischen Bergen wie Říp, Vyšehrad oder Blaník folgten. Am 16. Mai 1868 wurde der Baubeginn in Anwesenheit von 100.000–150.000 Zuschauern gefeiert, dessen Höhepunkt die Uraufführung der Oper Dalibor von Bedřich Smetana im Novoměstské divadlo (Neustädter Theater) war.
Bis Ende des Jahres 1868 waren die Fundamente gelegt; danach schritt der Bau nur langsam fort. 1877 wurde das Dach aufgesetzt. 1873 begann eine Ausschreibung für die Innenausstattung des Gebäudes, deren Entwürfe eine Kommission unter Führung von Sladkovský erarbeitet hatte. Das Konzept sah ein klassisches Interieur im Sinne der Neorenaissance vor – inspiriert von der herrschenden Begeisterung für slawische Mythologie und mittelalterliche Handschriften (siehe: Grünberger und Königinhofer Handschrift). An der Realisierung waren Bohuslav Schnirch, Josef Václav Myslbek, Václav Brožík, Mikoláš Aleš, Vojtěch Hynais, Julius Mařák und František Ženíšek beteiligt. 

### Eröffnung und Brand 1881

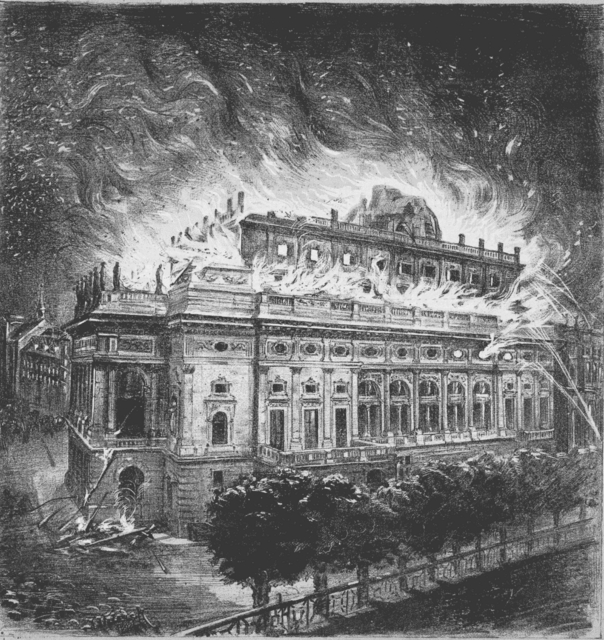
Der Großbrand im Eröffnungsjahr

Anlässlich und zu Ehren des Besuchs des Kronprinzen Rudolf wurde das noch nicht ganz fertiggestellte Theater am 11. Juni 1881 mit der Uraufführung der bereits Anfang der 1870er Jahre von Smetana eigens für diesen Anlass komponierten Oper Libuše vorzeitig eröffnet. Nach elf weiteren Vorstellungen wurde das Gebäude für die ausstehenden Arbeiten nochmals geschlossen.
Vor der endgültigen Eröffnung kam es am 12. August 1881 zu einem Brand, der neben der Messingkuppel auch die Bühne und den Zuschauerraum vernichtete. Nach einer erneuten Spendensammlung, die mehr als eine Million Gulden erbrachte, und der Versicherungssumme von fast 300.000 Gulden, die die Erste Tschechische Versicherung auf Gegenseitigkeit auszahlte, wurde es in den Folgejahren unter der Leitung des Architekten Josef Schulz wieder aufgebaut. Janez Šubic schuf die Innenfresken, nach Entwürfen von Mikoláš Aleš und František Ženíšek. Die zweite Eröffnung erfolgte am 18. November 1883 erneut mit einer Aufführung von Smetanas Libuše.

### Nová scéna

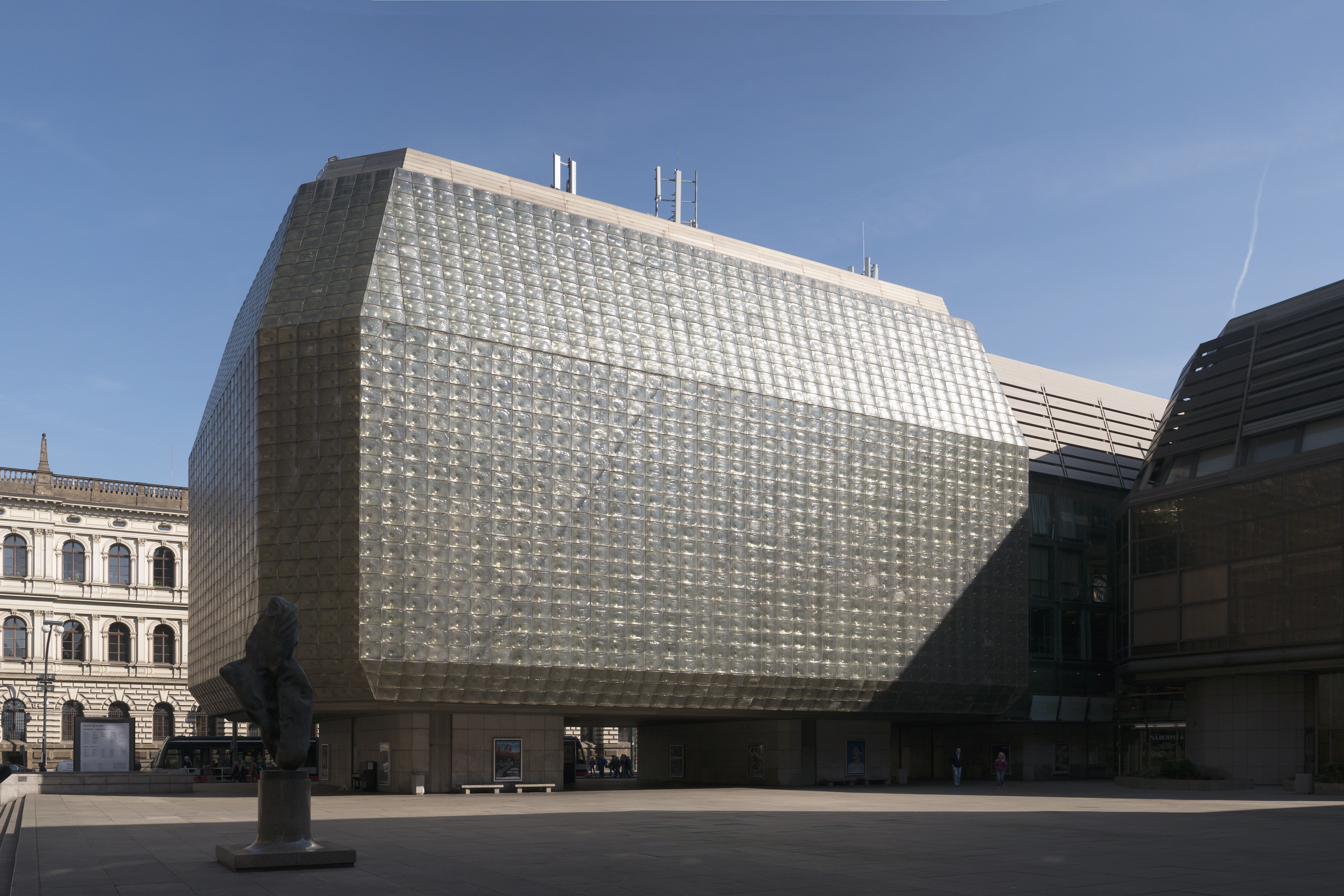
Neue Bühne neben dem Nationaltheater

Während fast hundert Jahren gab es keine größeren Renovierungen mehr, bis das Theater von 1977 bis 1983 grundlegend restauriert wurde. Neben dem historischen Gebäude wurde zeitgleich mit der Sanierung die Nová scéna (Neue Bühne) errichtet, ein von Karel Prager entworfener Theaterbau im brutalistischen Stil. Die erste Vorstellung fand auf den Tag genau hundert Jahre nach der zweiten Eröffnung statt, am 18. November 1983. Die Neue Bühne wird seit ihrer Eröffnung vom avantgardistischen Ensemble Laterna Magika bespielt.

### Gegenwart
Von 2012 bis 2015 wurde das Gebäude außen generalsaniert. Der Spielbetrieb blieb aufrecht. 2012 wurde die Staatsoper Prag dem Nationaltheater eingegliedert, weshalb die beiden großen Prager Opernhäuser nun in einer Institution vereint sind.
Neben dem Hauptgebäude und der Neuen Bühne existieren weitere Spielstätten. Das historische Ständetheater am Ovocný trh (Obstmarkt) in der Prager Altstadt steht bereits seit 1920 unter der Verwaltung des Nationaltheaters. Das Musiktheater Karlín nahe der Metro-Station Florenc dient für Schauspiel und Varieté.
Seit 1. August 2019 hat der Norweger Per Boye Hansen die Leitung von Nationaltheater und Staatsoper inne.